# Scooby-Doo! (film 2020)
Scooby-Doo! (ang. Scoob!) – amerykańsko-kanadyjski komediowo-przygodowy film animowany produkcji Warner Animation Group na podst. postaci wytwórni Hanna-Barbera Productions. Film został wyreżyserowany przez Tony’ego Cervone’ego na podstawie scenariusza Adama Sztykiela, Jacka Donaldsona, Dereka Elliotta i Matta Liebermana, którzy z kolei bazowali na historii Liebermana, Eyala Podella i Jonathona E. Stewarta. Jest elementem franczyzy medialnej Scooby Doo. 
Jego premiera w usługach wideo na życzenie odbyła się 15 maja 2020 roku. Film został nakręcony z planem wydania w kinach na całym świecie, co czyniłoby go trzecim kinowym filmem z franczyzy Scooby Doo (w tym pierwszym animowanym). Premiera została jednak wycofana z dystrybucji kinowej w Stanach Zjednoczonych i przeniesiona do wideo na życzenie ze względu na pandemię COVID-19. W Polsce film był dystrybuowany w kinach, a jego premiera odbyła się 24 lipca 2020 roku.

## Fabuła
Błękitny Sokół rekrutuje Kudłatego i Scooby’ego, by powstrzymać Dicka Dastardly’ego przed wywołaniem apokalipsy.

## Obsada głosowa
- Frank Welker jako Scooby Doo
- Will Forte jako Kudłaty Rogers
  - Iain Armitage jako młodszy Kudłaty Rogers
- Mark Wahlberg jako Błękitny Sokół / Brian
- Jason Isaacs jako Dick Dastardly
- Gina Rodriguez jako Velma Dinkley
  - Ariana Greenblatt jako młoda Velma Dinkley
- Zac Efron jako  Fred Jones
  - Pierce Gagnon jako młody Fred Jones
- Amanda Seyfried jako Daphne Blake
  - Mckenna Grace jako młoda Daphne Blake
- Kiersey Clemons jako Dee Dee Sykes
- Ken Jeong jako Dynamopies
- Tracy Morgan jako Kapitan Grotman
- Simon Cowell jako on sam
- Billy West jako Muttley
- Ira Glass jako on sam
- Henry Winkler jako Keith
- Don Messick jako kosmiczne straszydło (nagranie archiwalne ze Scooby Doo, gdzie jesteś?)
- Christina Hendricks jako Jaffe
- Fred Tatasciore jako Cerber
- Maya Erskine jako Judy Takamoto
- Kevin Heffernan jako policjant Gary
- Harry Perry jako on sam

Polski dubbing
- Ryszard Olesiński – Scooby-Doo
- Jacek Bończyk – Norville „Kudłaty” Rogers
  - Jakub Strach – młody Norville „Kudłaty” Rogers
- Mateusz Rusin – Błękitny Sokół / Brian
- Szymon Kuśmider – Dick Dastardly
- Agata Gawrońska-Bauman – Velma Dinkley
  - Antonina Krylik – młoda Velma Dinkley
- Jacek Kopczyński – Fred Jones
  - Jan Pisera – młody Fred Jones
- Beata Jankowska-Tzimas – Daphne Blake
  - Katarzyna Mogielnicka – młoda Daphne Blake
- Weronika Humaj – Dee Dee Sykes
- Grzegorz Małecki – Dynamopies
- Wojciech Żołądkowicz – Kapitan Grotman
- Krzysztof Cybiński – Simon Cowell
- Jarosław Boberek –
  - Muttley,
  - pan Rigby
- Anna Szymańczyk – Judy Takamoto
- Jacek Król – policjant Gary
- Katarzyna Dąbrowska – oficer Jaffe